# دانیل اورتن
دانیل اورتن (انگلیسی: Daniel Orton؛ زادهٔ ۶ اوت ۱۹۹۰) بازیکن بسکتبال اهل ایالات متحده آمریکا است.

## فعالیت ورزشی

### باشگاهی
از باشگاه‌هایی که در آن بازی کرده‌است می‌توان به بسکتبال مردان کنتاکی وایلدکتز، فیلادلفیا سونتی‌سیکسرز، اورلندو مجیک، و اکلاهما سیتی تاندر اشاره کرد.